# دانيال ريتشي
دانيال ريتشي (بالإنجليزية: Daniel Ritchie)‏ هو مجدف بريطاني، ولد في 6 يناير 1987 في كنت في المملكة المتحدة.

## وصلات خارجية
- دانيال ريتشي على موقع الاتحاد الدولي للتجديف (الإنجليزية)